# Ледовый дворец (Сафоново)
Ледовый дворец города Сафоново (Спорт-Арена-Сафоново) — объект, построенный в рамках реализации федеральной программы развития физкультуры и спорта, а долгосрочной программы Смоленской области.

## Финансирование
Из бюджета Смоленской области было выделено 120 млн., из федерального бюджета — 60 млн. рублей.

## Инфраструктура
В здании Ледового дворца помимо катка с искусственным льдом 30×60 м и трибуны на 240 человек, есть тренажёрный зал, раздевалки и кафе. Дворец оснащён современным оборудованием (многофункциональное табло, мощная аудиосистема).